# Carl Friedrich von Pückler-Burghauss
Carl Friedrich von Pückler-Burghauss (7 de octubre de 1886 - 12 de mayo de 1945) fue un político alemán y funcionario de las SS durante la era nazi. Fue miembro del parlamento alemán durante la República de Weimar. Durante la II Guerra Mundial, Pückler-Burghauss fue jefe de unidades de las Waffen-SS en el Protectorado de Bohemia y Moravia y temporalmente comandante de la División Letona de las Waffen-SS.

## Biografía
Nacido en la Alta Silesia, Carl Friedrich era hijo del Conde Friedrich von Pückler-Burghaus (1849-1920), un mayor retirado del Ejército prusiano, y de su esposa, Ella von Köppen (1862-1899). En su tiempo, su padre era gobernador en el distrito de Friedland. Carl Friedrich asistió a la escuela secundaria en Breslau y después estudió Derecho en Bonn. El 20 de mayo de 1913, se casó con su prima 5.ª, la Princesa Olga Elisabeth de Sajonia-Altenburgo (1886-1955), miembro de la Casa de Wettin, hija del Príncipe Alberto de Sajonia-Altenburgo y de la Princesa María de Prusia. Juntos tuvieron dos hijas y un hijo varón.

## Carrera
Pückler-Burghauss ingresó en el Regimiento de Coraceros en Breslau en 1908. Al año siguiente, fue promovido a teniente segundo. Sirvió en la infantería durante la I Guerra Mundial y consiguió la Cruz de Hierro de primera clase. Dejó el ejército en 1919 como capitán y sirvió en unidades de reserva del Freikorps hasta 1931, cuando se unió al Partido Nazi y a las SA. Desde la elección en marzo de 1933 hasta noviembre de 1933, fue miembro del parlamento alemán, representando al Distrito 9 (Oppeln). Después de que otros partidos fueran prohibidos en julio de 1933, se celebraron nuevas elecciones en noviembre de 1933, pero Pückler-Burghauss no fue nominado.
Se unió a las SS en 1940 y, tras finalizar un curso de policía, se convirtió en ayudante del líder de las SS y policía Erich von dem Bach-Zelewski en la Zona de Retaguardia del Grupo de Ejércitos Centro. En 1942, fue nombrado jefe de las unidades de las Waffen-SS en el Protectorado de Bohemia y Moravia. Entre 1943 y 1944, también comandó la recién creada División Letona, pero fue remplazado antes de que la división fuese al combate. Durante el alzamiento de Praga en mayo de 1945, Pückler-Burghauss representó la línea dura de las SS. Durante las negociaciones con el Consejo Nacional Checo, a menudo amenazó con la completa destrucción de Praga.

## Muerte
Contraviniendo los términos de la capitulación de Alemania con efecto el 8 de mayo, Pückler-Burghauss se trasladó al oeste en un intento de rendirse a los estadounidenses. Su rechazo resultó en la batalla de Slivice, en la que los alemanes fueron derrotados. Firmó una capitulación el 12 de mayo, el último documento de rendición de la Segunda Guerra Mundial en Europa. Poco después, se pegó un tiro junto con algunos de su personal.